# Martirio di san Pietro da Verona (Tiziano)
Il Martirio di san Pietro da Verona era un dipinto a olio su tavola trasportato su tela (515x308 cm) di Tiziano, databile al 1528-1530 e oggi perduto. Si trovava nella basilica dei Santi Giovanni e Paolo a Venezia dove fu distrutto da un incendio nel 1867. Oggi si trova in loco una copia seicentesca di Johann Carl Loth.

## Storia e descrizione

### Commissione
Nel 1528 Tiziano partecipò a un concorso con altri pittori veneti per accaparrarsi la commissione di una grande pala d'altare sull'uccisione di san Pietro martire, da collocarsi nell'altare della confraternita dedicata al santo in San Zanipolo, il principale centro domenicano di Venezia.
Il bozzetto di Tiziano vinse su quelli presentati dal Pordenone e da Palma il Vecchio, ottenendo l'incarico. L'esito del concorso era quasi scontato, poiché i Domenicani non volevano essere da meno dei Francescani, che possedevano già due grandi capolavori del Vecellio, l'Assunta e la Pala Pesaro, nella basilica dei Frari.

### Descrizioni antiche

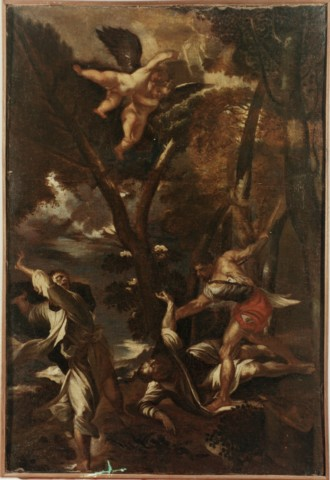
Una copia antica a Palermo

L'opera venne consegnata il 27 aprile 1530 e fu subito giudicata come uno stupendo capolavoro. Sullo sfondo di un boschetto lungo un declivio uno sgherro si avventava sul frate domenicano, mentre il suo compagno fuggiva terrorizzato, davanti a un cielo striato di toni rossastri e dorati. Il biografo seicentesco Carlo Ridolfi descrisse come l'artista sarebbe ritornato appositamente in Cadore per studiare l'effetto "di lontano nelle cime de' monti allor che, sparita l'aurora bianca e vermiglia, comincia a sorgere a poco a poco il sole, strisciando di dorati tratti l'azzurrino cielo, avendo tolto quella veduta de' monti del Cenedese, che vedeva dalla propria abitazione".
Lo stupendo paesaggio montano non era che uno dei motivi di interesse della pala, con gli accesi sentimenti durante l'aggressione, il brivido della narrazione concitata, la composizione dinamica, la ricchezza cromatica. Non a caso il Ridolfi scrisse che in essa Tiziano aveva toccato "l'apice più sublime dell'arte".
Una testimonianza più vicina ai fatti è quella della lettera di Pietro Aretino indirizzata al giovane scultore Niccolò Tribolo, in cui ricorda l'emozione suscitata dalla visione del dipinto da parte del Tribolo stesso e di Benvenuto Cellini, che erano in viaggio a Venezia. Vi si legge: "Nel guardarlo converse e voi e Benvenuto ne l'immagine de lo stupore; e fermati li occhi del viso e le luci de l'intelletto in cotal opra, comprendeste tutti i vivi terrori de la morte e tutti i veri dolori de la vita ne la fronte e ne le carni del caduto in terra, maravigliandovi del freddo e del livido che gli appare ne la punta del naso e ne l'estremità del corpo; né potendo ritener la voce, lasciaste esclamarla nel contemplar del compagno che fugge, gli scorgeste ne la sembianza il bianco de la viltà e il pallido de la paura. Veramente, voi deste dritta sentenza al merito de la tavola, nel dirmi che non era più bella cosa in Italia".
Anche Vasari si espresse encomiasticamente: "[l'opera] è la più compiuta, la più celebrata e la maggiore e meglio intesa e condotta che altra, la quale in tutta sua vita Tiziano abbia fatto anco mai".
Il dipinto è citato da Goethe nel suo Viaggio in Italia in data 8 ottobre 1786. Egli riporta la leggenda riferitagli dal sagrestano della chiesa di Santa Giustina (in realtà Santa Maria dei Miracoli), secondo la quale il pittore, per dipingere i due angeli, avrebbe preso a modello i putti raffigurati in due bassorilievi d'epoca romana murati all'interno della chiesa stessa.

### Ultime vicende e distruzione
All'inizio del Seicento un mercante olandese, Daniel Nys, propose inutilmente di comprarla, per la cifra esorbitante di diciottomila ducati. Nel 1797, con le soppressioni napoleoniche, l'opera venne requisita e spedita in Francia, dove fu trasportata da tavola a tela, un procedimento allora molto comune in Francia. Vi rimase fino al 1816, quando fu riportata in Italia nell'ambito delle restituzioni di cui si occupò personalmente Antonio Canova. Arrivata a Venezia, si decise di collocare l'opera nella cappella della Madonna del Rosario piuttosto che sul suo altare. Il 16 agosto 1867 la cappella fu completamente distrutta da un incendio, che ridusse in cenere anche il capolavoro di Tiziano. Lo scrittore antirisorgimentale padovano Alessio De Besi (1842-1893), nel suo romanzo Cuore d'artista (1867), considerò l'incendio come l'ennesimo atto di vandalismo compiuto dagli atei, riferendosi esplicitamente a "un'empia e sacrilega mano". Durante la seconda metà dell'Ottocento il movimento ateistico nel Veneziano aveva come guida il barone inglese Ferdinando Godwin Swift (1831-1890); le bande degli atei erano molto attive e danneggiarono capitelli e immagini sacre tra le calli, tuttavia De Besi non fornisce prove che confermino la sua accusa.
Gaetano Milanesi, uno degli ultimi ad aver ammirato l'opera di Tiziano, scrisse: "di questo dipinto può ripetersi ciò che si è detto riguardo all'Assunta: cioè che è uno dei più belli del mondo". Rincarò la dose Cavalcaselle: "niun altro lavoro più vittoriosamente di questo dimostra la straordinaria potenza di quella mente: questa perdita è per l'arte irreparabile".
Della pala restano comunque numerosissime copie, in ogni tecnica, dimensione e livello, comprese un paio di sfocate fotografie in bianco e nero che ritraevano un paio di frammenti scampati al rogo e ricoverati in Svizzera, ma di tale traccia non si hanno altre notizie, rendendola inverificabile. Uno studio a penna (15,7x28,9 cm) si trova nel Museo Wicar a Lilla.
Rilevante è stata l'influenza del dipinto come dimostrano le citazioni che si riscontrano in opere successive, quali, tra le più celebri, il Martirio di san Matteo di Caravaggio, dove la figura dell'evangelista morente è quanto mai simile a quella del martire del dipinto di Tiziano, o la Resurrezione di Cristo di Annibale Carracci, che si è avvalso della figura in fuga del confratello di Pietro per raffigurare il soldato romano (in giubba rossa, sulla sinistra) sgomentato dal miracolo.